# Salvatore Tessio
Salvatore "Sal" Tessio är en figur i romanen och filmserien Gudfadern. Han är en av Vito Corleones mest förtrogna vänner och caporegime. Tessio styr över familjen Corleones territorium i Brooklyn.
Salvatore Tessio föddes på Sicilien på 1890-talet. I New York deltog Tessio i det så kallade olivoljekriget; personligen ströp han fienden Giuseppe Mariposa. Tessio gjorde sin klubb Two Toms i Brooklyn till centrum för sitt gangstervälde.
När Vito Corleone skjuts och såras av Virgil Sollozzos handgångna män, tar Sonny Corleone tillfälligt över styret av familjen Corleone och Tessio blir dennes högra hand. Michael Corleone förbjuder Tessio att hämnas på dennes fiende Emilio Barzini, vilket leder till att Tessio förråder Michael genom att planera att mörda honom. Tessio arrangerar ett möte mellan Michael och Emilio Barzini och Philip Tattaglia på sin egendom i Brooklyn. Tessio räknar med att Michael ska känna sig säker på mötet med fienderna och tror att han själv ska ta över styret av familjen Corleone när Michael väl har röjts ur vägen. Michael har dock förutsett Tessios förräderi efter att ha blivit varnad av sin far Vito.
Några dagar senare erbjuder sig Tessio att ledsaga Michael och consigliere Tom Hagen till mötet med Barzini och Tattaglia, men Michaels medhjälpare Willi Cicci meddelar att Michael åker till mötet på egen hand. Tessio blir märkbart upprörd och menar att detta försvårar hans arrangemang. I denna stund omringas Tessio av familjen Corleones kontraktmördare och inser omedelbart att hans förräderi har uppdagats. Tessio förklarar då för Hagen att hans svek mot Michael inte var personligt och ber Hagen att rädda honom "for old times' sake", men Hagen avvisar Tessio.
Tessio förs till sin klubb av Cicci och några andra män. På klubben dödas Tessios medhjälpare. Tessio och kropparna efter hans medhjälpare förs därefter till en övergiven bensinstation på Staten Island, där Tessio dödas av sin tidigare skyddsling Nick Geraci, medan Michaels livvakt Al Neri ser på.
I Francis Ford Coppolas filmversion spelas Salvatore Tessio av Abe Vigoda.